# Aerocaribe
Aerocaribe era una compagnia aerea con sede a Mérida, Yucatán, Messico. Era un'affiliata regionale di Mexicana che operava servizi sotto lo stemma Mexicana Inter e condivideva i codici con la sua società madre. Operava quasi 120 voli al giorno. Nel 2005 Mexicana decise di rinominare Aerocaribe come compagnia aerea a basso costo, MexicanaClick.

## Storia
Aerocaribe è stata fondata nel 1972 come Aerolíneas Bonanza, dando inizio alle operazioni il 12 luglio 1975 con il nome di Aerocaribe. È stata costituita da investitori privati dello Yucatán della famiglia Alonso, ma è stata acquistata dalla Corporacion Mexicana de Aviación il 23 agosto 1990. Nel 1996 Mexicana è entrata a far parte del gruppo Cintra, integrando anche la sua affiliata AeroCozumel. Mexicana decise di trasferire la sua flotta di Fokker 100 ad Aerocaribe per rinominare la compagnia aerea. Il suo nuovo nome divenne MexicanaClick ed era un tentativo di creare un vettore messicano a basso costo, che avrebbe iniziato le operazioni nel luglio 2005. Nel 2008, con la ristrutturazione di Mexicana Click, è stato annunciato che avrebbe smesso di essere una compagnia aerea low cost e avrebbe cambiato il suo nome in Mexicana Click, aggiungendo anche una classe Business alle offerte di biglietti della compagnia aerea operando come vettore regionale per destinazioni interne in Messico. La nuova compagnia aerea aggiungese alla propria flotta anche il Boeing 717.

## Rotte
Aerocaribe gestiva le seguenti rotte nel gennaio 2005:
- Destinazioni nazionali programmate: Cancún, Chetumal, Cozumel, Huatulco, Ixtapa/Zihuatanejo, Mazatlán, Mérida, Città del Messico, Monterrey, Oaxaca, Puerto Escondido, Tuxtla Gutiérrez, Veracruz e Villahermosa.
- Destinazioni programmate internazionali: L'Avana

## Flotta
La flotta Aerocaribe era composta dai seguenti aeromobili nel gennaio 2005:
- 2 Fokker 100
- 9 McDonnell Douglas DC-9-30

Altri velivoli utilizzati nel corso degli anni:
- 2 Britten-Norman Islander
- 3 Fokker F27 Friendship
- 4 DC-9-14
- 2 Cessna Caravan
- 1 DC-9-15
- BAE Jetstream 31

## Incidenti
- Il 15 marzo 1984, il volo Aerocozumel 261 si schiantò dopo il decollo dall'Aeroporto Internazionale di Cancún. Nessuno perse la vita nello schianto, ma uno dei passeggeri morì per un attacco di cuore mentre si muoveva nella palude.[1]
- Il 21 giugno 1988, un volo Aerocaribe bimotore da Cancun a Chichén Itzá tornò all'Aeroporto Internazionale di Cancun dopo aver perso carburante idraulico dal motore sinistro. Mentre l'aereo si stava preparando per l'atterraggio, il pilota volò di proposito oltre la pista (forse perché il carrello di atterraggio non era in grado di abbassarsi) e si schiantò nella palude che circonda l'aeroporto. La parte anteriore dell'aereo con la cabina di pilotaggio si staccò dalla cabina principale. Tutti i passeggeri e l'equipaggio sopravvissero (due piloti, un assistente di volo e circa 25 passeggeri americani del Club Med). Il volo era un'escursione di un giorno per visitare le rovine Maya nella penisola dello Yucatán. I passeggeri camminarono per un'ora attraverso la palude per mettersi in salvo. Un passeggero riportò una lieve ferita alla testa, richiedendo alcuni punti di sutura. L'aereo rimase nella palude per circa un anno dopo lo schianto (comunicazione personale di un pilota della Continental Airlines). Questo incidente venne riportato sui giornali messicani all'epoca, ma non negli Stati Uniti.
- L'8 luglio 2000, il volo Aerocaribe 7831 si schiantò vicino a Chulum Juarez, (Chiapas), uccidendo tutti i 19 occupanti a bordo.